# Manuel Huete Aguilar
Manuel Huete Aguilar (1922 - Madrid, 19 de gener de 1999) fou un dibuixant de còmics i actor espanyol, pare de la productora Cristina Huete i de Lala Huete, i avi de Jonás Trueba.
Durant els anys 1940 va treballar com a dibuixant de còmics d'aventures i ciència-ficció per Ediciones Rialto i Ediciones Marisal i Ediciones Maravillas, editada per Falange Española de las JONS L'any 1986 va participar en el guió d' El año de las luces i des dels anys 1970 va participar en algunes pel·lícules com a actor secundari, com Sal gorda (1984) o La corte de Faraón (1985). El 1990 fou nominat al Goya al millor actor secundari per la seva participació a El vuelo de la paloma.
Va morir el 19 de gener de 1999 a Madrid i fou incinerat al tanatori del Cementiri de l'Almudena.

## Filmografia
- Sal gorda (1984)
- La corte de Faraón (1985)
- Hay que deshacer la casa (1986)
- El año de las luces (1986)
- Pasodoble (1988)
- Miss Caribe (1988)
- El vuelo de la paloma (1989)
- El baile del pato (1989)
- Bajarse al moro (1989)
- Belle Époque (1992)
- Suspiros de España (y Portugal) (1995)